# Magnor Glassverk
Magnor Glassverk är ett norskt glasbruk som grundades 1896 i Magnor i Eidskogs kommun i Hedmark fylke.
Glasbruket grundades som Geijersfors Glassverk och ägdes av det svenska, 1835 grundade  Eda glasbruk till 1917. Medan verksamheten på den svenska sidan av nationsgränsen upphörde, slutgiltigt 1953, fortsatte Magnor Glassverk driften och tillverkar bland annat glasserviser och glasvaser. Bland formgivare som varit knutna till glasbruket är Per Spook, Vebjørn Sand, Per Winge och Ari Behn. Även glasgravören Harald Axelsson har varit knuten till Mangor Glassverk. ”Magnor: Glassgravøren Harald Axelsson”. Norge Rundt, NRK. 1982. http://www.norge-rundt.no/video/994.
År 1997 köpte Magnor Glassverk Johansfors glasbruk. Engagemanget avvecklades 2011. Magnor Glassverk köpte 2013 Klafreströms Kristall som efter namnbyte till Lindshammars Glasbruk Magnor Sweden säljer glas i Lindshammar. 

## Bildgalleri

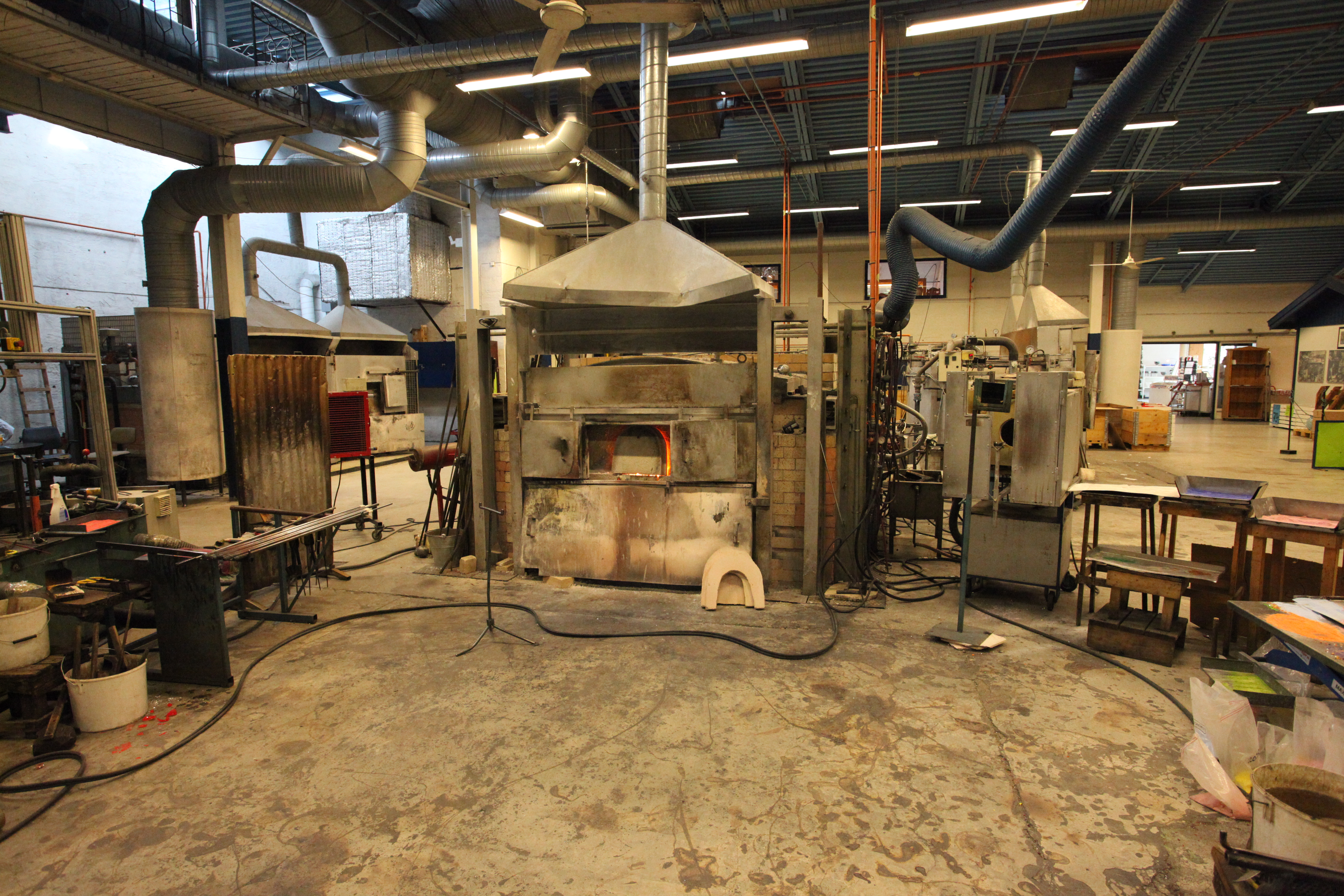
Ugnar
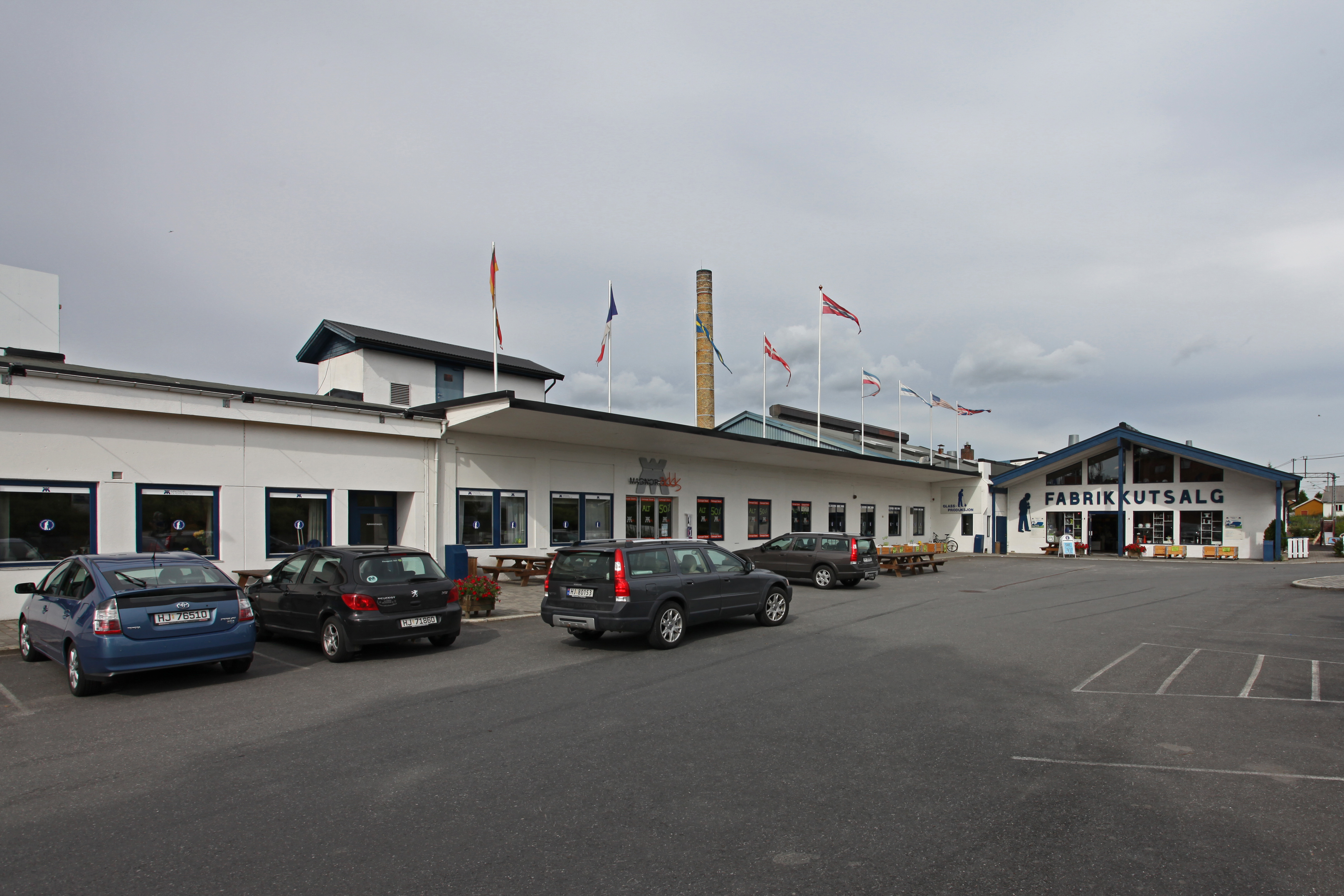
Fabriksförsäljning
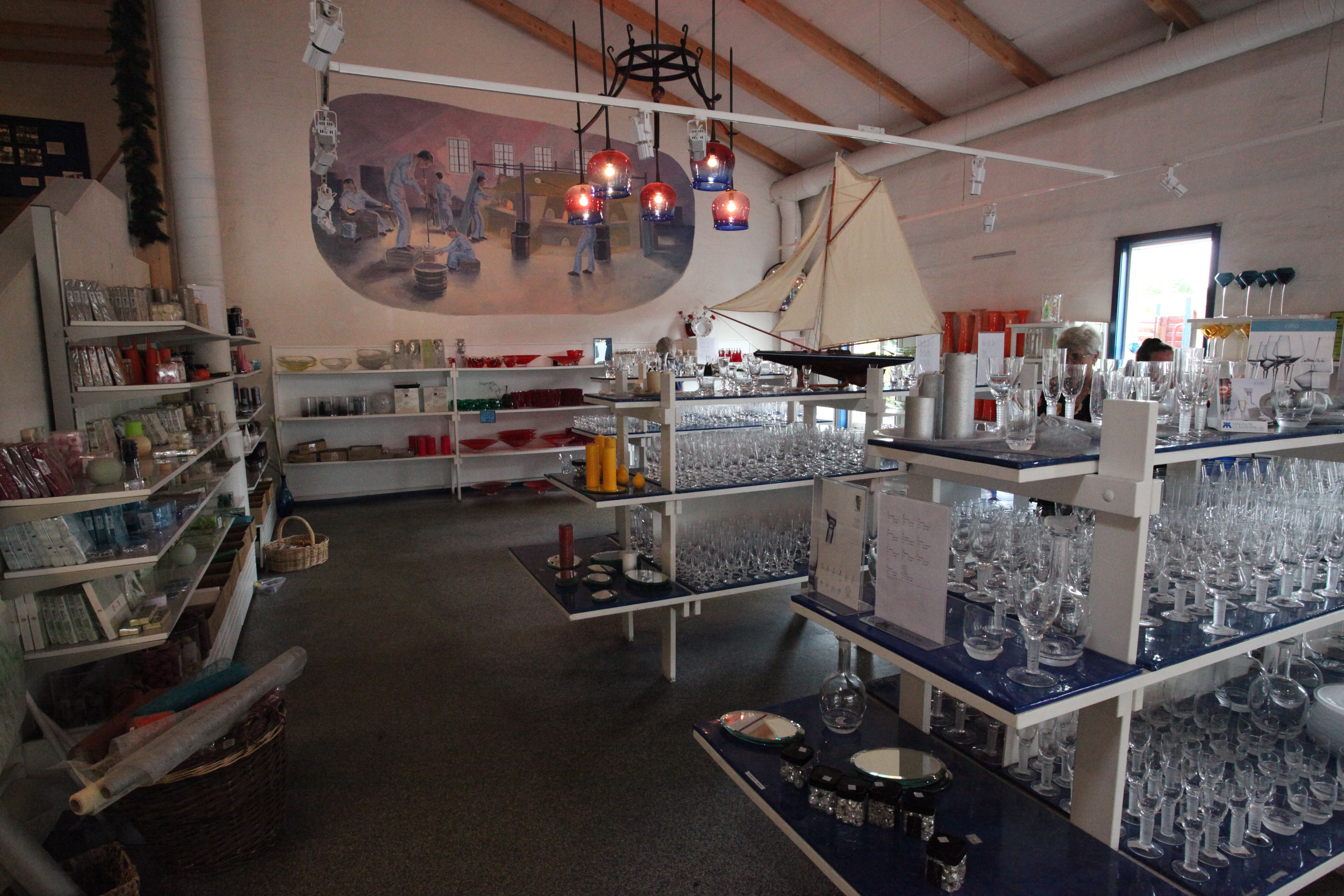
Produkter